# Ivar Nilsson
Ivar Bengt Nilsson (12. června 1933 Göteborg – 26. února 2019 Hindås) byl švédský rychlobruslař.
Na mezinárodní scéně se poprvé představil v roce 1960. Tehdy nejprve skončil čtvrtý na Mistrovství Evropy, posléze byl dvanáctý na Mistrovství světa a nakonec závodil na Zimních olympijských hrách (5000 m – 7. místo, 10 000 m – 4. místo). Čtvrtou příčku z kontinentálního šampionátu si zopakoval i v roce 1961. Největšího úspěchu dosáhl na Mistrovství světa 1962, kde vybojoval bronzovou medaili. Zúčastnil se také ZOH 1964 (1500 m – 19. místo, 5000 m – 7. místo, 10 000 m – 10. místo). Od roku 1966 startoval již pouze na švédských závodech, sportovní kariéru ukončil v roce 1969.
Zemřel 26. února 2019 ve věku 85 let.